# 肖思晋
肖思晋，中华人民共和国政治人物、外交官。
1995年，接替张宝生担任中华人民共和国驻安哥拉大使。1999年，由蒋元德接任。